# Queensferry, Skottland
Queensferry är en ort i Storbritannien.   Den ligger i kommunen Edinburgh och riksdelen Skottland, i den centrala delen av landet, 500 km norr om huvudstaden London. Queensferry ligger 9 meter över havet och antalet invånare är 9 477.
Terrängen runt Queensferry är platt. Havet är nära Queensferry åt nordost. Runt Queensferry är det ganska tätbefolkat, med 120 invånare per kvadratkilometer. Närmaste större samhälle är Edinburgh, 13,3 km öster om Queensferry. Trakten runt Queensferry består i huvudsak av gräsmarker.